# Fontaliza
Fontaliza — украинская музыкальная группа из Горловки.
Группа основана в 2008 году под названием «Unbelievable». В состав трио вошли Павел Холошев (вокал и гитара), Игнат Карташёв (бас-гитара) и Артём Таланов (ударные). В начале своего существования ребята играли альтернативный рок, в основном на русском языке. В репертуаре группы было много кавер-композиций групп Muse, Placebo, Nirvana, Radiohead, Oasis и прочих. Коллектив меняет название на Fontaliza и начинает выступать с программой, состоящей из кавер-версий, по всей Украине.
К 2012 году у группы накапливается достаточно собственного материала для дебютного альбома. Первая пластинка выходит под названием «Fontaliza» и включает в себя девять композиций на русском языке. Звучание группы с этого альбома сохранилось и в дальнейших записях группы. Композиция «Меланхолия» была включена в следующий альбом, но уже с текстом на английском языке. Песня «Не устану» стала одной из наиболее популярных в репертуаре группы, часто играется на живых выступлениях на бис.
Второй альбом Fontaliza выходит в 2014 году полностью на английском языке, получив название «Under The Floor». Стилистика пластинки близка к пост-гранжу, а в композициях чувствуется влияние Muse, Led Zeppelin, Arctic Monkeys и Nirvana. Саму группу также часто сравнивают с этими известными зарубежными коллективами. Фронтмен группы Павел Холошев также иногда сравнивается с Куртом Кобейном, как из-за схожести музыкальной стилистики возглавляемых ими групп, так и потому, что как и Кобейн Павел больше поёт о социальных проблемах, чем о любви.
Широкую известность Fontaliza получает в 2014 году после того, как выступает на НСК «Олимпийский» на концерте, посвящённом 20-летию группы «Океан Эльзы».
В конце июня 2014 года участники группы переезжают из Горловки в Киев. По словам музыкантов, после переезда в песнях группы появляется политический контекст, а сами они поддерживают единство Украины.
3 апреля 2017 года представлен третий студийный альбом группы «Born in Coal Dust».